# Pedicularis breviflora
Pedicularis breviflora är en snyltrotsväxtart som beskrevs av Eduard August von Regel. Pedicularis breviflora ingår i släktet spiror, och familjen snyltrotsväxter. Inga underarter finns listade i Catalogue of Life.